# Praszki
Praszki – kolonia w Polsce, w województwie warmińsko-mazurskim, w powiecie iławskim, w gminie Iława.
Do 2023 miejscowość była częścią wsi Makowo.
W latach 1975–1998 Praszki należały administracyjnie do województwa olsztyńskiego.